# 등갑군
등갑군(藤甲軍), 또는 등갑병은 소설 《삼국지연의》에 등장하는 오과국 소속인 가공의 병사들이다.

## 《삼국지연의》에서의 등갑병들
제갈량의 남만 원정 당시, 맹획이 올돌골에게 구원을 요청하여, 촉군과 싸울 때 등장한다. 그들은 등나무를 반 년에 걸쳐 기름에 담갔다가 꺼내 말리기를 열 번 정도 반복하여 만든 갑옷인 등갑을 만들어 입었는데, 그 갑옷을 입으면 창, 칼, 화살을 이용한 공격이 통하지 않았다고 한다. 그리고 물에도 잘 뜨기 때문에 이를 이용하여 강을 건널 수 있는 등 매우 다양한 용도로 사용될 수 있었다. 위연이 등갑군과의 싸움에서 패배하여 물러나자, 제갈량이 위연에게 적들을 반사곡까지 유인하도록 명령하였고, 위연은 일주일 동안 15번을 패배하며 반사곡까지 후퇴했다. 기세가 오른 등갑군은 위연을 추격하러 반사곡으로 들어가지만, 바닥에 묻혀있던 지뢰가 촉군의 불화살에 의해 폭발되고, 촉군이 위에서 반사곡을 불태우자, 등갑군은 삽시간에 전멸되었다. 등갑의 기름 때문에 화계 앞에서는 무용지물이었다.

## 같이 보기
- 남만
- 인물
  - 맹획
  - 올돌골